# Кошаркашка репрезентација Шкотске
Кошаркашка репрезентација Шкотске представља Шкотску на међународним кошаркашким такмичењима. Године 2005. Кошаркашки савез Шкотске је, заједно са КС Енглеске и КС Велса, формирао кошаркашку репрезентацију Велике Британије. И поред спајања, репрезентација Шкотске се и даље такмичи на Европском првенству за мале државе (бившој дивизији Ц). Договором КС Енглеске и КС Шкотске њихово директно чланство у ФИБА биће окончано 30. септембра 2016. у корист Британског кошаркашког савеза.

## Учешћа на међународним такмичењима

### Олимпијске игре
| Година | Турнир                                                      | Пласман                                                     | ИГ                                                          | П                                                           | И                                                           | ДК                                                          | ПК                                                          | Разл.                                                       |
| ------ | ----------------------------------------------------------- | ----------------------------------------------------------- | ----------------------------------------------------------- | ----------------------------------------------------------- | ----------------------------------------------------------- | ----------------------------------------------------------- | ----------------------------------------------------------- | ----------------------------------------------------------- |
| 1948.  | Заједно са Шкотском и Велсом наступала као Велика Британија | Заједно са Шкотском и Велсом наступала као Велика Британија | Заједно са Шкотском и Велсом наступала као Велика Британија | Заједно са Шкотском и Велсом наступала као Велика Британија | Заједно са Шкотском и Велсом наступала као Велика Британија | Заједно са Шкотском и Велсом наступала као Велика Британија | Заједно са Шкотском и Велсом наступала као Велика Британија | Заједно са Шкотском и Велсом наступала као Велика Британија |
| 2012.  | Заједно са Шкотском и Велсом наступала као Велика Британија | Заједно са Шкотском и Велсом наступала као Велика Британија | Заједно са Шкотском и Велсом наступала као Велика Британија | Заједно са Шкотском и Велсом наступала као Велика Британија | Заједно са Шкотском и Велсом наступала као Велика Британија | Заједно са Шкотском и Велсом наступала као Велика Британија | Заједно са Шкотском и Велсом наступала као Велика Британија | Заједно са Шкотском и Велсом наступала као Велика Британија |
| Укупно |                                                             |                                                             |                                                             |                                                             |                                                             |                                                             |                                                             |                                                             |

### Светска првенства
Није учествовала

### Европска првенства
| Година         | Турнир                                                      | Пласман                                                     | ИГ                                                          | П                                                           | И                                                           | ДК                                                          | ПК                                                          | Разл.                                                       |
| -------------- | ----------------------------------------------------------- | ----------------------------------------------------------- | ----------------------------------------------------------- | ----------------------------------------------------------- | ----------------------------------------------------------- | ----------------------------------------------------------- | ----------------------------------------------------------- | ----------------------------------------------------------- |
| 1935. до 1949. | Није учествовала                                            | Није учествовала                                            | Није учествовала                                            | Није учествовала                                            | Није учествовала                                            | Није учествовала                                            | Није учествовала                                            | Није учествовала                                            |
| 1951.          | Први круг                                                   | 16. место                                                   | 8                                                           | 0                                                           | 8                                                           | 230                                                         | 551                                                         | -321                                                        |
| 1953. до 1955. | Није се квалификовала                                       | Није се квалификовала                                       | Није се квалификовала                                       | Није се квалификовала                                       | Није се квалификовала                                       | Није се квалификовала                                       | Није се квалификовала                                       | Није се квалификовала                                       |
| 1957.          | Први круг                                                   | 15. место                                                   | 10                                                          | 2                                                           | 8                                                           | 516                                                         | 751                                                         | -235                                                        |
| 1959. до 2007. | Није се квалификовала                                       | Није се квалификовала                                       | Није се квалификовала                                       | Није се квалификовала                                       | Није се квалификовала                                       | Није се квалификовала                                       | Није се квалификовала                                       | Није се квалификовала                                       |
| 2009.          | Заједно са Шкотском и Велсом наступала као Велика Британија | Заједно са Шкотском и Велсом наступала као Велика Британија | Заједно са Шкотском и Велсом наступала као Велика Британија | Заједно са Шкотском и Велсом наступала као Велика Британија | Заједно са Шкотском и Велсом наступала као Велика Британија | Заједно са Шкотском и Велсом наступала као Велика Британија | Заједно са Шкотском и Велсом наступала као Велика Британија | Заједно са Шкотском и Велсом наступала као Велика Британија |
| 2011.          | Заједно са Шкотском и Велсом наступала као Велика Британија | Заједно са Шкотском и Велсом наступала као Велика Британија | Заједно са Шкотском и Велсом наступала као Велика Британија | Заједно са Шкотском и Велсом наступала као Велика Британија | Заједно са Шкотском и Велсом наступала као Велика Британија | Заједно са Шкотском и Велсом наступала као Велика Британија | Заједно са Шкотском и Велсом наступала као Велика Британија | Заједно са Шкотском и Велсом наступала као Велика Британија |
| 2013.          | Заједно са Шкотском и Велсом наступала као Велика Британија | Заједно са Шкотском и Велсом наступала као Велика Британија | Заједно са Шкотском и Велсом наступала као Велика Британија | Заједно са Шкотском и Велсом наступала као Велика Британија | Заједно са Шкотском и Велсом наступала као Велика Британија | Заједно са Шкотском и Велсом наступала као Велика Британија | Заједно са Шкотском и Велсом наступала као Велика Британија | Заједно са Шкотском и Велсом наступала као Велика Британија |
| Укупно         | 2/38                                                        |                                                             | 18                                                          | 2                                                           | 16                                                          | 746                                                         | 1302                                                        | -556                                                        |